# Tato (historieta de Monteys)
Tato (originalmente titulada, Tato, con moto y sin contrato) es una serie de historietas de una página publicada de 1996 a 2014 por Albert Monteys para el semanario "El Jueves".

## Trayectoria editorial
Ante el poco éxito de la serie Paco's Bar, se le encargó a Monteys que creara una nueva protagonizada por un repartidor de pizzas. La primera entrega de esta nueva serie apareció en diciembre de 1996 con el título de Tato, con moto y sin contrato.
Además de su publicación seriada, Tato ha sido recopilado de forma monográfica por la editorial en los siguientes álbumes:
- 1999 Tato (Ediciones El Jueves: Pendones del Humor, núm. 148);[1]
- 2001 Tato: ¿por qué todo es tan difícil? (Ediciones El Jueves: Nuevos Pendones del Humor, núm. 7);
- 05/2002 Tato: Mucha cara es lo que hay (Ediciones El Jueves: Nuevos Pendones del Humor, núm. 21);
- 04/2003 Tato: Un hombre del siglo XXI (Ediciones El Jueves: Nuevos Pendones del Humor, núm. 32).[3]

Se ha publicado también la siguiente antología: 
- 09/2004 Lo más mejor de Tato (Ediciones El Jueves: Lo más mejor, núm. 13).[3]

## Argumento
Tato, el protagonista, es un joven que se enfrenta con vagancia, desidia y picardía a los problemas de la vida. Al principio Tato trabaja de repartidor de pizzas y vive con sus padres. Pero pronto estos le fuerzan a independizarse, por lo que acaba compartiendo piso con otros compañeros a los que procura gorronear todo lo que puede. A lo largo de la serie Tato pierde su trabajo como repartidor de pizza y encuentra diversos trabajos temporales, aunque la mayor parte del tiempo está desempleado. Tuvo una novia formal, Lola, que le abandonó cuando descubrió que le había sido infiel.